# Leopold Horowitz
Leopold Horowitz, på ungerska Horovitz Lipót, född 2 februari 1838 i Rozgony, död 16 november 1917 i Wien, var en ungersk målare.
Horowitz studerade i Wien, vistades sedan åtta år i Paris, var länge bosatt i Warszawa och senare i Wien. Han väckte uppseende med Åminnelsedag av Jerusalems förstöring (världsutställningen 1873 i Wien). Han målade flera andra bilder ur livet, men var främst porträttmålare och räknas som sådan till mästarna inom denna konstart. Hans föredrag är brett koloristiskt, psykologin skarp och klar. Bland hans porträtt märks dylika av kejsar Frans Josef I av Österrike (flera olika), furstinnan Sapieha och Ferenc Pulszky.